# 奇维泰拉梅塞尔雷蒙多
奇维泰拉梅塞尔雷蒙多，是意大利阿布鲁佐大区基耶蒂省的一个市镇。总面积12平方公里，人口918人，人口密度76.5人/平方公里（2009年）。ISTAT代码为069024。